# Chaparritas
Chaparritas es un refresco mexicano, la primera versión sin gas en el país.
Se crea originalmente en 1937 y se pone a la venta en 1947 bajo el nombre de El Naranjo. La empresa responsable de su creación es Del Fruto, elaborado con ingredientes naturales y jarabe de azúcar.
Su nombre fue inspirado por su pequeña presentación, ya que está disponible un formato de 255 ml en botella de vidrio y se ha convertido en una bebida tradicional de México.

## Sabores
Cuenta con cuatro sabores: piña, uva, cereza y mandarina. Aunque se trató de incorporar el sabor de toronja, no fue bien recibido por las personas consumidoras y fue retirado del mercado al poco tiempo después.